# شمعدانی عطری
شمعدانی عطری(نام علمی: Pelargonium graveolens) نام یک گونه از سرده گل شمعدانی است.

## نگارخانه

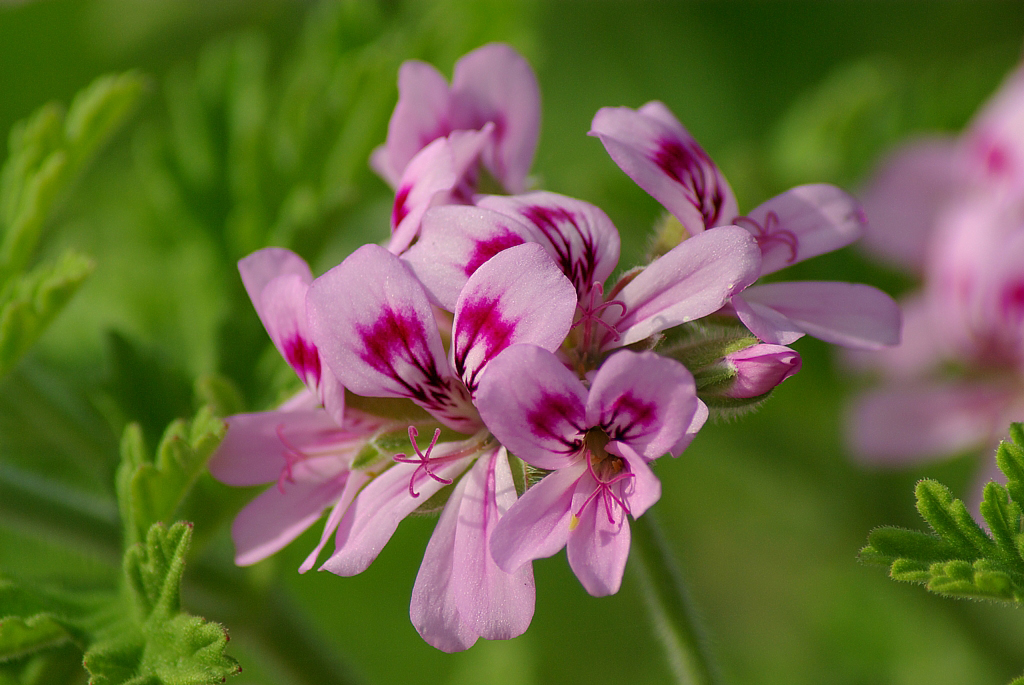
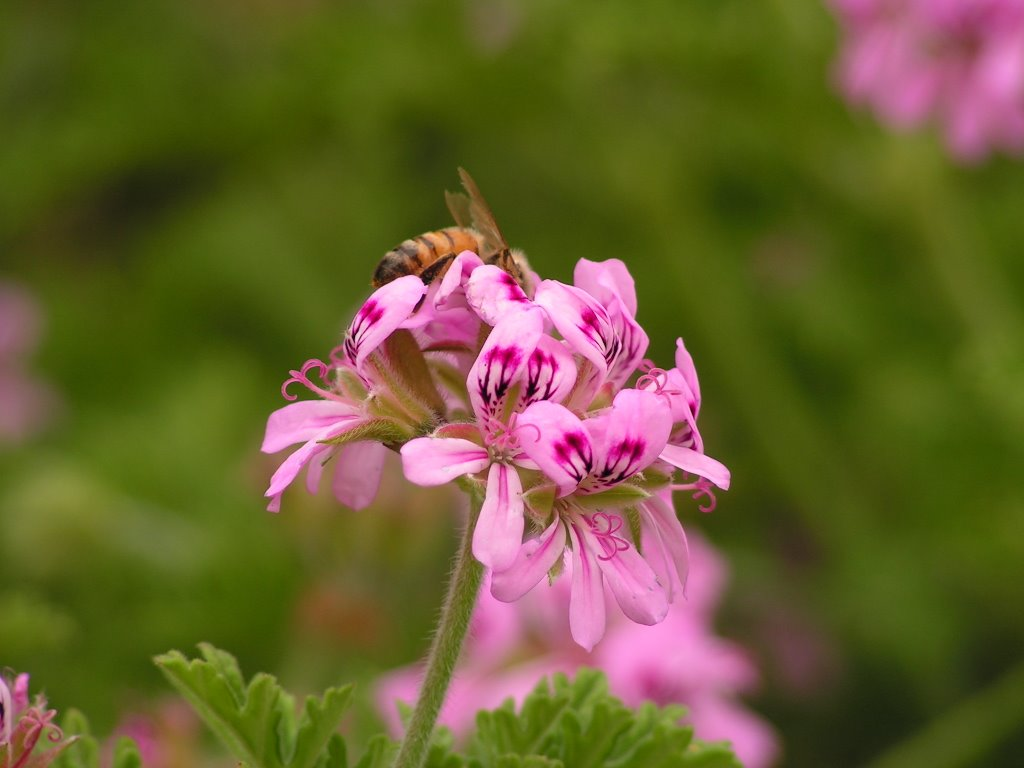